# Çò des de Badia
Çò des de Badia és una casa gòtica de Casau al municipi de Vielha e Mijaran (Vall d'Aran) inclosa a l'Inventari del Patrimoni Arquitectònic de Catalunya.

## Descripció
És un conjunt d'edificis format per una notable borda i una casa adossada més petita, en posició obliqua. Les façanes mantenen les antigues estructures d'obra de paredat lligada amb morter. Conserva paredada la porta d'accés a l'antiga casa, amb vestigis del primer esglaó. Aquesta porta fou resolta amb blocs de pedra ben escairats que van alternant mides i l'assentament (bé plans, bé verticals) a fi d'imitar estructures arquitectòniques. La llinda monolítica conté una inscripció força erosionada: AÑO [16]35 (amb la Ñ a l'inrevés). L porta fou ornada amb una motllura en esbiaix que ressegueix l'intradós i acaba en un arquet apuntat en el centre de la llinda